# Uovo del Caucaso
L'Uovo del Caucaso è una delle uova imperiali Fabergé: un uovo di Pasqua gioiello che il penultimo Zar di Russia, Alessandro III, donò a sua moglie, la Zarina Marija Fëdorovna Romanova nel 1893.
Fu fabbricato a San Pietroburgo sotto la supervisione di Michael Perkhin, per conto del gioielliere russo Peter Carl Fabergé, della Fabergè; l'autore delle miniature è Kostjantyn Jakovyč Kryžyc'kyj.

## Proprietari
Nel 1917, durante la Rivoluzione russa, l'uovo fu confiscato dal Governo provvisorio come molti altri tesori imperiali,
nel 1930 fu venduto dall'Antikvariat, insieme ad altre nove uova, alle Hammer Galleries di New York, nel 1959 fu acquistato da Matilda Geddings Gray alla cui morte, nel 1971, l'uovo passò alla Matilda Geddings Gray Foundation.
Successivamente l'uovo è stato esposto al pubblico nel New Orleans Museum of Art con la Matilda Geddings Gray Foundation Collection (MGGFC);
dal marzo 2007 fino al 5 giugno 2011 la collezione è stata ospitata presso il Cheekwood Botanical Garden and Museum of Art di Nashville;
dal 22 novembre 2011 la collezione è in mostra presso The Metropolitan Museum of Art a New York.

## Descrizione

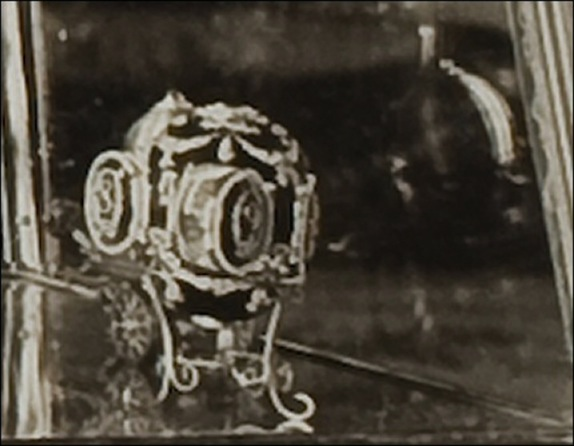
L'uovo, sul suo supporto originale ora perduto, in mostra nel marzo 1902 nella Von Dervis Mansion, a San Pietroburgo.

L'uovo è fatto d'oro, argento, smalto rosso rubino, diamanti taglio rosetta e diamanti tagliati come una lastra sottile, platino, perle, cristallo di rocca e acquerello su avorio.
Sul guscio d'oro, coperto di smalto rosso rubino traslucido su sfondo guilloché, sono applicate ghirlande d'oro multicolore appese a fiocchi e nastri di platino tempestati di diamanti.
Il colore rosso rubino, che richiamando l'emofilia dello zarevic Aleksej poteva risultare sgradito alla famiglia imperiale, fu usato solo in un altro uovo imperiale, l'Uovo del bocciolo di rosa del 1895.
Due grandi diamanti tagliati come lastre sottili sono posti alle estremità dell'uovo: quello superiore, più grande, copre un ritratto in miniatura del granduca Georgij nella sua uniforme della marina, ed è circondato da diamanti taglio rosetta e da una corona d'alloro.
L'uovo è caratterizzato, oltre che dal colore acceso, da quattro pannelli ovali bordati di perle, posti lungo la fascia mediana, ognuno dei quali reca al centro, in diamantati, una delle cifre che formano l'anno 1893; questo è il primo delle uova imperiali conosciute che reca la data.
I pannelli, incernierati su un lato, si aprono rivelando quattro dettagliate miniature firmate "Krijitski: 1891", ognuna delle quali mostra una diversa vista di Abbas Tuman.

## Contesto storico

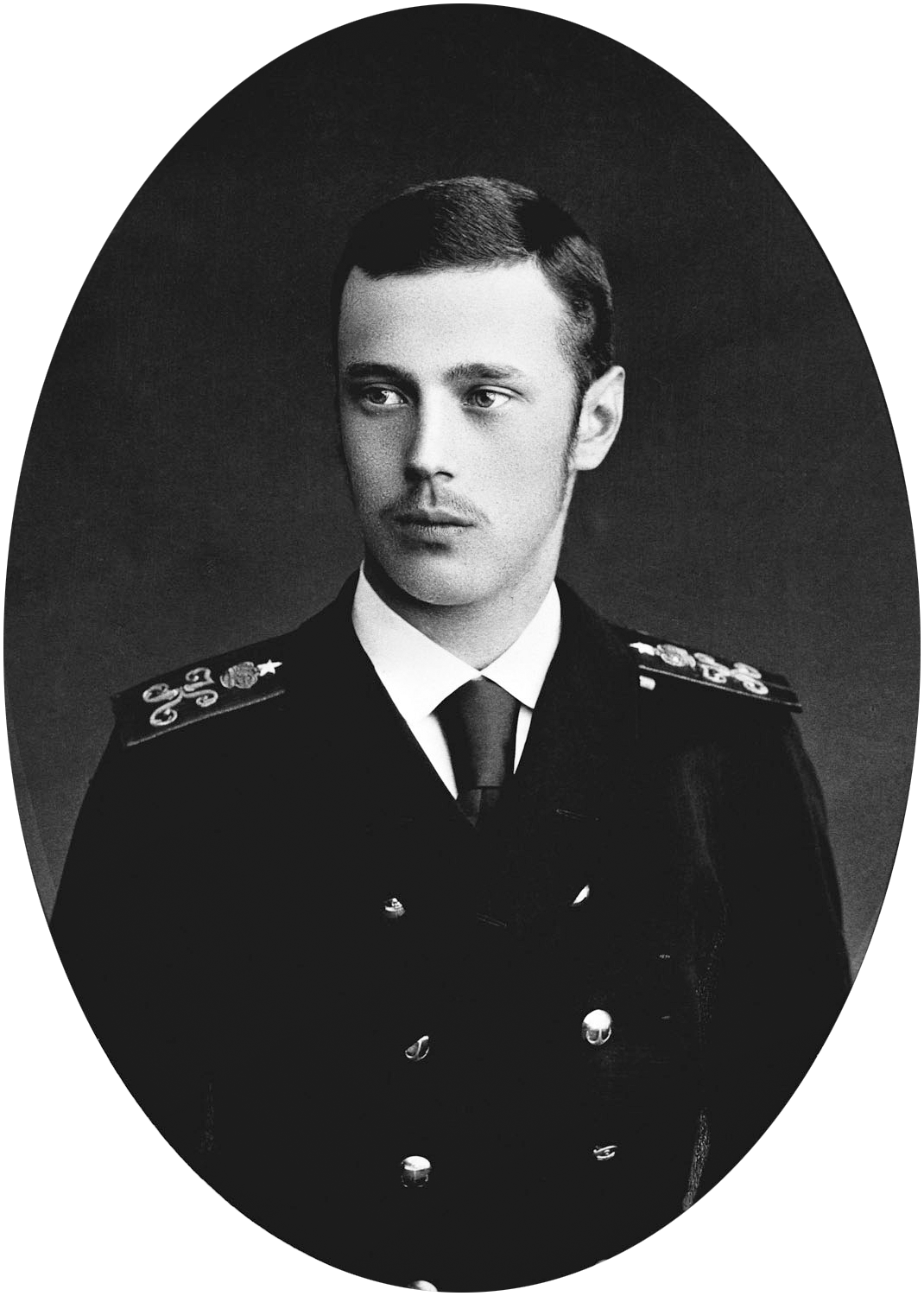
Granduca Georgij Aleksandrovič Romanov.

L'uovo è dedicato al soggiorno nel casino di caccia imperiale di Abbas Tuman nei monti del Caucaso, del granduca Georgij, figlio di Alessandro III e Marija Fëdorovna Romanova e fratello minore di Nicola II.
Georgij era malato di tubercolosi, dopo la diagnosi egli trascorse la maggior parte del tempo ad Abbas Tuman ma il salubre clima montano non lo guarì dalla malattia, che lo uccise nel 1899.